# 杨敬农
杨敬农（1966年3月—）。男，汉族，安徽怀宁人，中华人民共和国政治人物。复旦大学管理科学系管理科学专业本科毕业，中国科学技术大学管理科学与工程专业毕业。

## 生平
1986年7月参加工作。历任安徽省外经贸委贸管处科员、副主任科员、主任科员、贸管处副处长、处长、外经贸厅外资处处长、安徽进出口股份公司董事长。1993年7月加入中国共产党。2004年2月任商务厅副厅长，2006年7月任中共芜湖市委常委、副书记、市人民政府常务副市长、芜湖经济技术开发区党工委第一书记。2008年8月任芜湖市委副书记、市长。2013年，被选为第十二届全国人民代表大会安徽地区代表。2013年2月任中共亳州市委书记。2013年5月，任亳州市人大常委会主任。2016年3月，接替邵国荷，任安徽省人民政府秘书长。

### 落马被查
2016年12月30日，中纪委网站宣布杨敬农涉嫌严重违纪，正在接受组织调查。
2017年3月31日，安徽省十二届人大常委会第37次会议决定免去杨敬农的安徽省人民政府秘书长职务。7月20日，经中共安徽省委批准，安徽省纪委对省政府原秘书长杨敬农严重违纪问题进行了立案审查。经查，杨敬农毫无党性观念和纪律意识，严重违反政治纪律和政治规矩，对抗组织审查；严重违反廉洁纪律，违规从事营利活动，违规为其亲属经营活动提供帮助；严重违反生活纪律；严重违反国家法律法规规定，利用职务便利为他人谋取利益并收受或伙同他人收受巨额财物，涉嫌受贿犯罪。杨敬农身为党员领导干部，毫无理想信念，对党不忠诚、不老实，长期充当“两面人”，政商关系“亲清不分”，既想当官、又想发财，严重违反党的纪律，并涉嫌违法犯罪，且在党的十八大后不收敛、不收手，性质恶劣、情节严重。依据《中国共产党纪律处分条例》等有关规定，经中共安徽省纪委常委会会议研究并报中共安徽省委批准，决定给予杨敬农开除党籍处分；由省监察厅报省政府批准，给予其开除公职处分；终止其省第十次党代会代表资格；收缴其违纪所得；将其涉嫌犯罪问题、犯罪线索及所涉款物移送司法机关依法处理。
2018年1月17日，安徽省人民政府原党组成员、秘书长、办公厅党组书记杨敬农涉嫌受贿一案在马鞍山市中级人民法院公开开庭审理。马鞍山市人民检察院派员出庭支持公诉。公诉机关指控，1993年至2013年，被告人杨敬农利用职务上的便利，为他人在加快项目拆迁力度、解决土地权属争议、工作调动等事项上谋取利益，单独或伙同他人非法收受财物共计人民币1762.0353万元、港币10.8万元、美元3.8万元（其中人民币597.03万元未实际领取）。公诉机关认为，杨敬农身为国家工作人员，利用职务上的便利，非法收受他人财物，数额特别巨大，为他人谋取利益，其行为已触犯了刑法，应当以受贿罪追究其刑事责任。被告人杨敬农系共同犯罪，受贿数额中的597.0299万元系犯罪未遂。案发后主动交代办案机关未掌握的受贿犯罪事实，系自首，可以从轻或者减轻处罚。